# Новый год в Турции
Новый год в Турции (тур. Yılbaşı —йылбаши) отмечается 1 января каждого года. Поскольку Новый Год является светским по происхождению праздником, турецким гражданам встречать его не запрещается, однако им не рекомендуется наряжать ёлку или приглашать Санта-Клауса. Тем не менее традиция празднования Нового года с ёлкой довольно распространена в Турции. Особенно это касается крупных городов на юге и западе страны (Стамбул, Измир, Бурса и других), а также столицы Турции — города Анкары. Также турецкие духовные лидеры не рекомендуют мусульманам страны смешивать рождественские символы с новогодними для сохранения чистоты ислама. Однако в большинстве консервативных мусульманских стран празднование Нового года не приветствуется. 

## История
Новый год является выходным днём в Турции с 1981 года. Однако Турецкая республика перешла на григорианский календарь только в 1926 году, поэтому по-настоящему в стране празднуют Новый год только в крупных городах, например таких, как Стамбул и Анталья, куда зимой приезжает много туристов из других, более северных стран. В большинстве своём крестьяне и жители небольших городов в ночь на 1 января ложатся спать, так как свой Новый Год они отмечают по и новой и старой тюркской традиции в марте (так называемый наурыз).